# Троицкая церковь (Нежин)
Троицкая церковь — православный храм и памятник архитектуры национального значения в Нежине Черниговской области Украины.

## История
Постановлением Совета Министров УССР от 24.08.1963 № 970 «Про упорядочение дела учёта и охраны памятников архитектуры на территории Украинской ССР» («Про впорядкування справи обліку та охорони пам'ятників архітектури на території Української РСР») присвоен статус памятник архитектуры республиканского значения с охранным № 828.
Установлена информационная доска при входе на территорию церкви. Церковь обнесена оградой.

## Описание
Церковь является одной из важнейших архитектурных доминант центра города Нежина. Всехсвятская, Михайловская и Троицкая церкви образовывают единый историко-культурный комплекс XVIII века.
Церковь построена в период 1727-1733 годы в стиле барокко на месте деревянной церкви.
Каменная, однонефная, однокупольная, безстолпная, крестообразная в плане церковь, удлинённая по оси запад—восток. С западной стороны располагается притвор с колокольней, на первом ярусе которой — главный вход. Вход украшен четырёхколонным портиком, увенчанный треугольным фронтоном. Колокольню завершает шпиль с крестом. После значительных перестроек в 1830-е годы приобрела черты классицизма. Сохранилась масляная роспись XIX века, сделанная поверх предыдущей.
В XVIII веке при церкви действовал госпиталь.
В 1961 году в храме разместилось отделение (хранилище) Государственного архива Черниговской области. В 2019 году хранилище было перемещено в новое здание — учебный корпус № 2 Нежинского профессионального аграрного лицея (улица Независимости, 42). 4 апреля 2019 года Решением Черниговского областного совета памятники архитектуры (церкви Иоанна Богослова и Троицкая) были переданы в долгосрочное бесплатное пользование религиозной общине Черниговской епархии ПЦУ.